# Tour de France 2014/6. Etappe
Die 6. Etappe der Tour de France 2014 fand am 10. Juli 2014 statt und führte von Arras über 194 km nach Reims. Im Verlauf der Etappe gab es einen Zwischensprint nach 119 km sowie zwei Bergwertungen der vierten Kategorie nach 107,5 km und 157 km. Damit zählte die Etappe als Flachetappe. Es gingen 192 Fahrer an den Start.

## Rennverlauf
Bei leichtem Regen setzten sich auf dem ersten Kilometer die vier Fahrer Tom Leezer (BEL), Luis Ángel Maté (COF), Jérôme Pineau (IAM) und Arnaud Gérard (BSE) vom Feld ab, die nach 14 Kilometern bereits mit vier Minuten in Führung lagen. Das Hauptfeld fuhr darauf etwas offensiver und reduzierte den Vorsprung auf rund drei Minuten. Die erste Bergwertung mit einem zu vergebenden Punkt sicherte sich Maté. Etwa um den 110. Rennkilometer kam es dann zu Stürzen, in deren Folge Xabier Zandio (SKY) und Jegor Silin (KAT) aufgeben mussten. Unterdessen gewann Tom Leezer den Zwischensprint vor Gérard, Pineau und Maté. Schnellster im Feld war Mark Renshaw (OPQ) gefolgt von Peter Sagan (CAN) und André Greipel (LTB).
Anschließend waren erneut mehrere Fahrer, darunter Sagan, Thomas Voeckler (EUC) und Jesús Hernández (TCS), in Stürze verwickelt. Sie fielen in eine hintere Gruppe des inzwischen zerfallenen Hauptfeldes zurück. Das vordere Feld um den Gesamtführenden Vincenzo Nibali (AST) lag etwa 50 Sekunden hinter den Ausreißern, die Gruppe um Sagan war 35 Sekunden auf Nibali im Rückstand. Die zweite Bergwertung passierten die Ausreißer mit rund einer Minute Vorsprung auf Nibali, den zweiten Bergpunkt der Etappe holte erneut Maté. Im Hauptfeld wurde nun das Tempo durch die Tinkoff-Saxo- und Belkin-Mannschaft erhöht. 19 Kilometer vor dem Ziel zerfiel die Ausreißergruppe, Gérard und Leezer werden eingeholt, Maté und Pineau fuhren zu zweit weiter voran. Zunächst holte das Peloton Pineau ein, zwölf Kilometer vor dem Ziel wurde auch Maté gestellt.
Kurz vor dem Ziel forcierte das Omega Pharma-Quick-Step Cycling Team das Tempo und aufgrund einer Windkante teilte sich das Peloton. Zu den abgehängten gehörte auch der Sieger der letzten drei Flachetappen, Marcel Kittel (GIA). Die Annahme, dass Kittel aufgrund eines technischen Defektes zurückfiel, stellte sich im Nachhinein als falsch heraus. Er konnte in die Sprintentscheidung nicht mehr eingreifen. In der letzten Kurve, 1200 m vor dem Ziel, nahm der Sprintzug von Omega Pharma-Quick-Step Tempo heraus, sodass sich Michał Kwiatkowski absetzen konnte, aber die anderen Sprinterteams konnten schlussendlich die Lücke schließen. André Greipel gewann den Zielsprint vor Alexander Kristoff (KAT) aus Norwegen und Samuel Dumoulin (ALM) aus Frankreich. Von den Fahrern, die auf das Gesamtklassement fahren, verloren Thibaut Pinot (FDJ) und Pierre Rolland (EUC) Zeit auf Vincenzo Nibali. Sie kamen mit rund einer Minute Rückstand ins Ziel.

## Punktewertungen
| Zwischensprint in Pinon nach 119,0 km auf 74 m |                     |                           |         |
| 1.                                             | Niederlande         | Tom Leezer (BEL)          | 20 Pkt. |
| 2.                                             | Frankreich          | Arnaud Gérard (BSE)       | 17 Pkt. |
| 3.                                             | Frankreich          | Jérôme Pineau (IAM)       | 15 Pkt. |
| 4.                                             | Spanien             | Luis Ángel Maté (COF)     | 13 Pkt. |
| 5.                                             | Australien          | Mark Renshaw (OPQ)        | 11 Pkt. |
| 6.                                             | Slowakei            | Peter Sagan (CAN)         | 10 Pkt. |
| 7.                                             | Deutschland         | André Greipel (LTB)       | 9 Pkt.  |
| 8.                                             | Italien             | Alessandro Petacchi (OPQ) | 8 Pkt.  |
| 9.                                             | Italien             | Marco Marcato (CAN)       | 7 Pkt.  |
| 10.                                            | Belgien             | Dries Devenyns (GIA)      | 6 Pkt.  |
| 11.                                            | China Volksrepublik | Ji Cheng (GIA)            | 5 Pkt.  |
| 12.                                            | Niederlande         | Albert Timmer (GIA)       | 4 Pkt.  |
| 13.                                            | Niederlande         | Koen de Kort (GIA)        | 3 Pkt.  |
| 14.                                            | Kasachstan          | Dmitri Grusdew (AST)      | 2 Pkt.  |
| 15.                                            | Polen               | Michał Kwiatkowski (OPQ)  | 1 Pkt.  |

| Etappenziel in Reims nach 194,0 km auf 95 m |             |                          |         |
| 1.                                          | Deutschland | André Greipel (LTB)      | 45 Pkt. |
| 2.                                          | Norwegen    | Alexander Kristoff (KAT) | 35 Pkt. |
| 3.                                          | Frankreich  | Samuel Dumoulin (ALM)    | 30 Pkt. |
| 4.                                          | Australien  | Mark Renshaw (OPQ)       | 26 Pkt. |
| 5.                                          | Slowakei    | Peter Sagan (CAN)        | 22 Pkt. |
| 6.                                          | Frankreich  | Romain Feillu (BSE)      | 20 Pkt. |
| 7.                                          | Niederlande | Tom Veelers (GIA)        | 18 Pkt. |
| 8.                                          | Frankreich  | Bryan Coquard (EUC)      | 16 Pkt. |
| 9.                                          | Belgien     | Sep Vanmarcke (BEL)      | 14 Pkt. |
| 10.                                         | Frankreich  | Sylvain Chavanel (IAM)   | 12 Pkt. |
| 11.                                         | Italien     | Daniel Oss (BMC)         | 10 Pkt. |
| 12.                                         | Frankreich  | Cyril Lemoine (COF)      | 8 Pkt.  |
| 13.                                         | Belgien     | Greg Van Avermaet (BMC)  | 6 Pkt.  |
| 14.                                         | Schweiz     | Fabian Cancellara (TFR)  | 4 Pkt.  |
| 15.                                         | Danemark    | Jakob Fuglsang (AST)     | 2 Pkt.  |

## Bergwertungen
| Coucy-le-Château-Auffrique Kategorie 4 nach 107,5 km auf 113 m 0,9 km bei 6,2 % |         |                       |        |
| 1.                                                                              | Spanien | Luis Ángel Maté (COF) | 1 Pkt. |

| Roucy Kategorie 4 nach 157,0 km auf 194 m 1,5 km bei 6,2 % |         |                       |        |
| 1.                                                         | Spanien | Luis Ángel Maté (COF) | 1 Pkt. |

## Aufgaben
- Maximiliano Richeze (LAM): nicht zur Etappe angetreten
- Jesús Hernández (TCS): Aufgabe während der Etappe
- Jegor Wiktorowitsch Silin (KAT): Aufgabe während der Etappe
- Xabier Zandio (SKY): Aufgabe während der Etappe